# Sickddellz
Alex Riddell (nacido el 18 de septiembre de 1983) más conocido como por su nombre artístico Sickddellz es un DJ y Productor discográfico Chileno. Uno de los primeros Latinoamericanos en presentarse en Defqon.1 Holanda y el primero en firmar por el sello Lose Control Music, fundado por Wildstylez.

## Historia
Sickddellz nació el año 2013 cuando Alex Riddell invitó a su hermano Tomás Riddell a formar parte de un proyecto musical que venía persiguiendo hace varios años. desde ese momento ambos comenzaron a trabajar en el género Hardstyle realizando uno de sus primeros remixes no oficiales llamado Red Lights en el año 2014 (Canción original de Tiësto). Al año siguiente el duo fue parte de la primera edición del festival Defqon.1 en Chile realizado por la productora Street Machine en colaboración con la productora Holandesa Q-dance. Presentándose en el Blue Stage  en dicho festival. Ese mismo año los hermanos se separan como duo dejando a Alex como líder del proyecto. Su último show como duo fue la edición de Defqon.1 Holanda en la cual se presentarían en el Purple Stage. El año 2016 Sickddellz lanza su primer single llamado Hold Me Close en el sello Lose Control Music, y es llamado para presentarse en la segunda edición de Tomorrowland (festival) Brasil el día 21 de abril de 2016, ese mismo año se presentó por segunda vez en Movistar Arena (Chile) en el show QXlusive Wildstylez & Villain. En Junio del mismo año se presentó en Defqon.1 Holanda en el escenario UV Stage  en CRAFT Festival y en el main stage Red Stage  del festival Defqon.1 Chile. El año 2020 realiza una collaboración con Timmy Trumpet llamada El Toro, canción lanzado por el sello Sinphony. Ese mismo año produce el remix de la canción Devil Inside Me originalmente por KSHMR, kaaze ft Karra. Actualmente Sickddellz está firmado por el sello Dirty Workz. 

## Discografía

### Singles y EP
- 2016: Hold Me Close (Sickddellz) - Lose Control Music
- 2016: Away From You (Sickddellz & Exiluim) - Lose Control Music
- 2018: Loves Got Me Down (Sickddellz ft Alina Renae) - Lose Control Music
- 2018: Stranger (Sickddellz & Recoder) - Lose Control Music
- 2019: Story Of A Hero (Sickddellz & The Golden Army) - WER Music
- 2019: Party Animal (Toneshifterz, Sickddellz ft MC DL) - I am Hardstyle
- 2019: Shabaka (Adrenalize & Sickddellz) - Basscon Records
- 2020: The Warrior Within (Sickddellz ft Sik-Wit-It) - Basscon Records
- 2020: Devil Inside Me (Sickddellz Remix) (Kshmr, Kaaze ft Karra)
- 2020: El Toro (Timmy Trumpet & sickddellz) - Sinphony Records
- 2021: Fade Away (Code Black & Sickddellz) - I am Hardstyle
- 2021: Day One (Sickddellz) - Dirty Workz
- 2021: Starting a Fire (Clockartz & Sickddellz) - Dirty Workz
- 2022: Origin (Sickddellz) - Dirty Workz